# Puccinellia florida
Puccinellia florida är en gräsart som beskrevs av Da Fang Cui. Puccinellia florida ingår i släktet saltgrässläktet, och familjen gräs. Inga underarter finns listade i Catalogue of Life.